# László József (újságíró)
László József Gyula Károly (Pölöske, 1954. február 25. –) újságíró, riporter, szerkesztő.

## Élete
Szülei pölöskeiek, akik onnan Budapestre költöztek. Iskoláit Budapesten járta, 1972-ben a Radnóti Gimnáziumban érettségizett, német tagozaton. Egyetemistaként Kalocsára került katonának, majd az ELTE ÁJTK-n tanult. Közben felvették a Magyar Rádió Ifjúsági Munkastúdiójába. 1977-ben fél éves ösztöndíjjal a moszkvai Lomonoszov egyetem részképzős hallgatója volt.  
Még egyetemistaként kezdett dolgozni a Magyar Rádió Hírszerkesztőségében, 1977 novemberétől, a MÚOSZ újságíró iskolát és a jogi kart 1980-ban fejezte be. Dolgozott a Táskarádiónak, a Külpolitikai Rovatnak, de az MTV újonnan induló Képújságjának, és a Híradónak is.1984 tavaszán forgatta első filmjét a Panorámának, 1984 szeptemberétől a Magyar Rádió és Televízió varsói tudósítója. A HVG-t 1986-tól kezdte tudósítani. Interjút készített többek  között Wojciech Jaruzelski tábornokkal, lengyel államfővel, Mieczyslaw Rakowski miniszterelnökkel, Bronislaw Geremek professzorral, a Szolidaritás szakszervezet főtanácsadójával, későbbi külügyminiszterrel, Krzysztof Zanussi filmrendezővel és Hieronym Kubiak szociológus professzorral. Több interjút készített Ryszard Kapuscinskivel, a világutazó íróval, riporterrel. 
1988 augusztusában visszatér Budapestre, ahol a Magyar Rádió külpolitikai rovatásban dolgozott, rovatvezető-helyettesként, egyúttal felkérték a 168 óra című műsor szerkesztésére illetve, műsorvezetőnek, és szerkesztette a Krónika műsorait is. 1989-ben többször járt tudósítóként Varsóban, illetve Kelet-Berlinben, 1989 szeptemberétől pedig a Magyar Rádió Krónika szerkesztőségének vezetője lett, így a rendszerváltás idején Schmidt Péter professzor 20 részes sorozatot készített az új választójogi törvényről. 1989 decemberében ő fordította le azt a tudósítást, amely bizonyította, hogy Temesváron a tüntetők közé lőttek a katonák. Ezt az anyagot egy nap alatt 40 rádió és tv-állomás vette át a Magyar Rádiótól.
1990-ben részt vett a választási műsorok szerkesztésében, vezetett is műsorokat. Elindította a reklámokat és a szponzorációt a Krónika adásaiban. 1991 végén lemondott a szerkesztőségvezetői tisztségről, és az általa alapított Határok nélkül című napi műsor felelős szerkesztője és műsorvezetője lett  - a műsor azóta is hallható, akárcsak az az időjárás-jelentés, amelyben 1989 október 23-án először hangzott el a környező országok nagyobb városainak időjárás-jelentése - Pozsonytól Újvidékig.
A Határok nélkül elindítása után Svájcba ment, ahol Bernben az SRG-SRI, a svájci közszolgálati rádió német adásait tanulmányozta, illetve dolgozott is az adásokban. Közben a svájci magyar emigráció nagy öregjeivel készített interjúkat, Molnár Miklós, Vajay Szabolcs, Gosztonyi Péter volt a beszélgetőtársa, de készített interjút Teller Edével is. A svájci utak  egészen 1988-ig ismétlődtek. 
1993-ban kinevezték a Magyar Rádió tájékoztatási főszerkesztőjévé, azonban hamarosan le is váltották, mert nem volt hajlandó elbocsátani kollégáit. Közben a Hanns Seidel Alapítvánnyal való együttműködés révén megírta a Bajor csodák című könyvet. Az alapítvány meghívására több konferencián volt előadó, így például Varsóban Mazowiecki volt lengyel miniszterelnökkel tarthatott együtt előadást. 1994 tavaszán Hannoverben az ipari vásáron, ahol Magyarország volt a díszvendég,  a magyar állami kiállítás szóvivője. 
1994 őszétől a Petőfi Rádió adófőszerkesztő-helyettese, új hírműsort indít Hírpercek címmel, amely jelenleg is működik. 1994 januárjától a Danubius Rádió igazgató - főszerkesztője és a Magyar Rádió vállalkozási igazgatója. Feladata volt az, hogy megakadályozza a Rádióújság kiszervezését, illetve előkészítse a Danubius Rádiót a privatizációra. 1996-ban indult el a Danubius új reggeli show-műsora, a Capuccino, amely a maga nemében az első ilyen műsor volt a magyar rádiózásban, és gyorsan sikeres lett Mikó Róbertnek, Boros Lajosnak és Bochkor Gábornak köszönhetően, ez a Danubius nagy korszaka volt, hiszen Geszti Pétertől Jáksó Lászlón át Rónai Egonig, Jakupcsek Gabriellától Búza Sándorig és Sándor Anikóig, Kálmán Zsuzsától, Balázsy Pannától Dénes Tamásig és Villám Gézáig nagyon sok kiváló műsorvezető és showman/woman dolgozott ott.
1996 őszén felajánlották, hogy újítsa meg a Kossuth Rádiót, így ősztől egy időben volt a Kossuth és a Danubius Rádió főszerkesztője. 1997 márciusában lemondott a Danubius vezetéséről, májusban pedig a Magyar Televízió alelnökének szerződtették. Ez is válságmenedzseri feladat volt, hiszen indultak a kereskedelmi televíziók, ami átalakította az addigi tv-s piacot. Korábban dolgozott már a Duna Televíziónak is, ahol a Közép-európai Magazinnak forgatott filmeket, az MTV-ben pedig a Hét című műsort szerkesztette.
Az MTV-ben a hírműsorok, a sportadások és a vidéki stúdiók felügyelete, az atlétikai EB és a NATO népszavazás közvetítése, illetve az 1998-as választási műsorok felügyelete volt a feladata. A NOB elnöke az EB után azt mondta, hogy Magyarország olimpiát tudna közvetítetni.
1998 októberétől közös megegyezéssel távozott az MTV-től. 2001-ben egyik alapítója a Magyar-Bosnyák Baráti Társaságnak, 2002-ben a Lions Klub kormányzójának kommunikációs tanácsadója, 2003-ban megszervezi a Deák rokonság találkozóját Söjtörre, a Deák bicentenárium alkalmából.
Tanácsadóként több helyen is dolgozott, volt az MNB elnöki tanácsadója Surányi György második elnöksége idején, 1999-ben a MOM Park marketing-kommunikációs tanácsadója, 2000-2003-ban a wbpr Hungária főtanácsadója (energia, IT, válságkommunikáció), 2004-ben a Nemzetközi Üzleti Főiskola (IBS) vezető tanácsadója. Ezt követően ismét televízióban dolgozik: a Duna TV-nek forgat dokumentumfilmeket András Ferenc rendezővel, majd a Civilfórum, és a VILÁG-POLITIKA című műsorok felelős szerkesztője,  A vezetéssel azonban nem volt jó kapcsolata, így távoznia kellett 2007-ben, amikor egy rövid ideig az MTI Panoráma szerkesztője lett, majd ősztől a Manager Magazin felelős szerkesztőjeként kezdett dolgozni. 2008-ban a Harvard Business Review menedzser-szerkesztője, egészen a lap megszűnéséig, 2010-ig. Közben műsorvezető a Hit és tudás című műsorban a Mária Rádióban.
2010-től elindítja a Világtudomány című online lapot, amely kilenc éven át működött. 2014-ben családostul a Dominikai Köztársaságba utaznak, egy évet töltenek a szigeten, 2015-ben térnek haza. A következő évben feleségével elvégzi a kisgyermeknevelői tanfolyamot és bölcsődét nyitnak.
2016-17-ben Kína, Németország és Lengyelország között ingázik tanácsadóként, és cikkeket ír a Boom magazinnak.
2021-ben megválasztották a MÚOSZ Küldöttgyűlés elnökének.
2023-ban megbízták a Bálint György Újságíró Akadémia vezetésével.

Családi állapot: nős, feleség: Almádi Gabriella 
Gyermekek: Dávid 1980. december 11., Bálint 1983. január 18., Bence 2004. július 9., Dorka 2008. március 26.

## Végzettség, tanulmányok
2016, 2019      Kisgyermek nevelői tanfolyam
2015.      Virginia University - Modern történelem kurzus - Coursera távoktatás, certifikát a Linkedinen
1992-98. SRG-SRI (Svájc), újságíró- és médiamenedzser tanfolyam
1990.      ORF, menedzser tanfolyam
1990-91. BBC, újságíró- és menedzser tanfolyam
1979-80. MÚOSZ Újságíró Iskola, újságíró szakképesítés
1973-80. ELTE Állam és Jogtudományi kar, Budapest, jogi doktor
1972-73. Magyar Néphadsereg, sorkatonai szolgálat
1968-72. ELTE Radnóti Miklós Gyakorló Gimnázium, német tagozat

Tevékenység:
2023 -                MÚOSZ Bálint György Újságíró Akadémia, igazgató
2021 -                MÚOSZ küldöttgyűlési elnök
2017-                 BOOM Magazin, újságíró
2016-2017         Goodbee Warsaw Spólka Zoo. alelnök
2016-17             Würzburg, prokurist
2015-2016.        Dominikai Köztársaság, befektetési tanácsadó
2010-                 Világtudomány online felelős szerkesztő, kiadó
2008-2010         Hit és tudás, műsorvezető, Mária Rádió
2008-2010         Harvard Business Review menedzser-szerkesztő
2007-2008         Manager Magazin felelős szerkesztő
2007                  MTI Panoráma szerkesztő
2005-2006         DunaTV, Civilfórum, VILÁG-POLITIKA, felelős szerkesztő,                
2003-2004         Nemzetközi Üzleti Főiskola (IBS) vezető tanácsadó, tudásmarketing
2000-2003         wbpr Hungária főtanácsadó (energia, IT, válságkommunikáció)
1999.                 Ehungary program kommunikációs tanácsadó
1999.                 MOM Park marketing-kommunikációs tanácsadó
1997-98.            MTV Rt. alelnök
1996-97.            Kossuth Rádió adófőszerkesztő
1995-97.            Danubius Rádió főszerkesztő, Magyar Rádió Vállalkozási Igazgató
1994-96.            A HÉT szerkesztő - MTV
1994.                 Petőfi Rádió adófőszerkesztő helyettes
1993.                 Tájékoztatási főszerkesztő (Kossuth Rádió)
1992-94.            Határok Nélkül c. műsor alapítója, felelős szerkesztője
1989-94.            Berlin, Bonn tudósító helyettes
1989-92.            Magyar Rádió, Krónika főszerkesztő
1988-94.            Magyar Rádió, Krónika szerkesztő-műsorvezető
1988-93.            168 óra szerkesztő, műsorvezető (Magyar Rádió)
1988-89.            Magyar Rádió, külpolitikai rovatvezető - helyettes
1984-88.            Magyar Rádió, Magyar Televízió, HVG varsói tudósító
1977-84.            Magyar Rádió hírszerkesztő

Nyelvtudás:
angol nyelv: tárgyalási szint
német nyelv: tárgyalási szint
lengyel nyelv: tárgyalási szint
orosz nyelv: alapszint
spanyol:       alapszint

Filmográfia:
Berlin...- főváros? (magyar dokumentumfilm, 34 perc, 1993)
A bölcs hazája (magyar dokumentumfilm, 2003, rendező: András Ferenc)
Európa oszlopai (magyar ismeretterjesztő filmsorozat, 4x28 perc, 2005, rendező András Ferenc)
A bosnyák piramisok rejtélye  (magyar dokumentumfilm, 22 perc, 2006)
Magyarok Münchenben, bajorok Magyarországon  (magyar dokumentumfilm, 25 perc, 2005)
Egy bajor építőmester (magyar portréfilm, 25 perc, 2005)
Augsburgi pillanatok (magyar ismeretterjesztő film, 8 perc, 2005)
Átokföldje, avagy a Benes dekrétumok (magyar dokumentumfilm, 36 perc, 2005)
Viadal a müncheni Arénában (magyar dokumentumfilm, 25 perc, 2005)
Az autonómia prófétája - Komlóssy László (magyar dokumentumfilm, 62 perc, 2006)
'56 Poznanban kezdődött (magyar dokumentumfilm, 42 perc, 2005 (rendező: András Ferenc)
A homoktövis prófétája 48 perc, 2007 (Portréfilm Guoth Jánosról)
Vannak vidékek - Budapest, Balaton, Somló (dokumentumsorozat, 2004-2006)

Egyéb:
2003. Deák Nemzetség Egyesület, alapító, tiszteletbeli elnök (Deák bicentenárium)
2002. Lions Klub Aquincum alapító tag, a kormányzói kabinet tagja
2001. Magyar – Bosnyák Baráti Társaság, alapító, alelnök
2001. A király szívünkben él c. könyv (B. Molnár Lászlóval)
1996. Bajor csodák c. könyv első kiadása
1995-96. ELTE Szociológiai Intézet médiaszak, vendégelőadó (médiamenedzsment)
1995-96. MNB elnöki tanácsadó (kommunikációs ügyek)
1994. GATE vendégelőadó, média
1993-94. Hannover, ipari vásár: a magyar állami kiállítás szóvivője, kreatív munka
1988-2010 Kapcsolat a müncheni Hanns Seidel Alapítvánnyal, tanácsadó

## Díjai, elismerései
- 1998 Honvédelemért kitüntető cím, első osztály
- 1992 Pulitzer emlékdíj (szerkesztőségi)
- 1988 Magyar Rádió, Magyar Televízió Nívódíj